# Saint-Laurent (Ardennes)
Saint-Laurent település Franciaországban, Ardennes megyében. Lakosainak száma 1073 fő (2022. január 1.). Saint-Laurent Charleville-Mézières, Gernelle, La Grandville, Lumes, Villers-Semeuse és Ville-sur-Lumes községekkel határos.

## Népesség
A település népessége az elmúlt években az alábbi módon változott:
| Lakosok száma | 612  | 805  | 902  | 1165 | 1148 | 1136 | 1104 | 1071 | 1066 | 1073 |
|               | 1968 | 1982 | 1990 | 2006 | 2013 | 2015 | 2017 | 2019 | 2020 | 2022 |